# Immundiffusionstest
Der Immundiffusionstest, ein Agardiffusionstest, stellt ein mit einfachen Mitteln durchführbares immunchemisches Verfahren zum Nachweis von Antigen-Antikörper-Reaktionen dar.

## Prinzip
Ein Agarmedium, in welchem sich Antigene und Antikörper durch Diffusion ausbreiten können, wird als fester Träger verwendet. Sobald Antigen und passender Antikörper aufeinandertreffen, reagieren sie unter Bildung eines mit bloßem Auge sichtbaren Präzipitats. Diese als Immunpräzipitation bezeichnete Reaktion erlaubt eine qualitative oder quantitative Analyse der Reaktionspartner.

## Varianten
In der Praxis werden Einfach- und Doppeldiffusionen durchgeführt.

### Einfachdiffusion
Hier diffundiert nur ein Reaktionspartner. Zwei Varianten werden angewendet:
- Oudin-Test, Oudin-Immundiffusion, oder lineare Einfachdiffusion: In ein Reagenzglas wird das die Antikörper enthaltende Antiserum in einem Agargel gegossen. Nach dem Erstarren des Agars wird er mit der Antigen enthaltenden Lösung überschichtet. Sofern der Antikörper das Antigen erkennt und mit ihm reagiert, bilden sich ein oder mehrere ringförmige Präzipitat(e) (Ringtest). Die Entfernung der Ringe vom Diffusionsstartpunkt, der Oberfläche des Agargels, kann gemessen werden. Mithilfe einer Eichgeraden lässt sich eine Aussage über die Konzentration des Antigens treffen. Der Test wurde 1946 durch Jacques Oudin eingeführt.
- Mancini-Test oder radiale Einfachdiffusion: Das die Antikörper enthaltende Antiserum wird im Agargel auf einen festen Träger, meist eine Glasscheibe, gegossen. Nach Erstarren des Agars werden mit einem Korkbohrer Vertiefungen in das Gel gestanzt und in diese Löcher die Antigenlösung eingefüllt. Die Reaktion mit den Antikörpern resultiert in ringförmigen Präzipitaten. Durch Ausmessen der Ringdurchmesser lässt sich das Antigen quantitativ bestimmen.

### Doppeldiffusion
Bei der Doppeldiffusion diffundieren beide Reaktionspartner. Außerdem können je nach Fragestellung mehrere verschiedene Antikörper bzw. Antigene eingesetzt werden.
Der Ouchterlony-Test erlaubt die gleichzeitige, qualitative Analyse mehrerer Antigen-Antikörper-Systeme. Dabei wird ein fester Träger, meist eine Glasplatte oder eine Petrischale mit Agargel beschichtet. In vorgestanzte Löcher werden Antigene und Antikörper pipettiert und diffundieren aufeinander zu. Ringförmige Präzipitationslinien bilden sich dort, wo Antigen und Antikörper in äquivalenter Konzentration aufeinandertreffen. Auf diese Weise kann man Aussagen über Identität, Nicht-Identität bzw. partielle Identität verschiedener Antigene treffen.
Der Test wurde nach Örjan Ouchterlony, der ihn entwickelte, benannt.

## Weitere Methoden
Eine Kombination der Doppeldiffusionstechnik mit der Elektrophorese stellt die Immunelektrophorese dar. Sie ist zur Analyse komplexer Systeme geeignet.
Im modernen Labor werden diese Techniken heute selten eingesetzt, da sie von verbesserten immunchemischen Methoden, insbesondere den Immunassays, verdrängt wurden.